# Quartier de la Sagrada Família
Pour les articles homonymes, voir Sagrada Família (homonymie).
Le quartier de la Sagrada Família est un quartier commercial et résidentiel de Barcelone. Situé dans le district de l'Eixample construit par Ildefons Cerdà, le quartier demeure un haut lieu du modernisme catalan dans l'histoire de l'art et de l'architecture, célèbre internationalement pour être le site de la basilique de la Sagrada Família de l'architecte catalan Antoni Gaudi. 

## Présentation

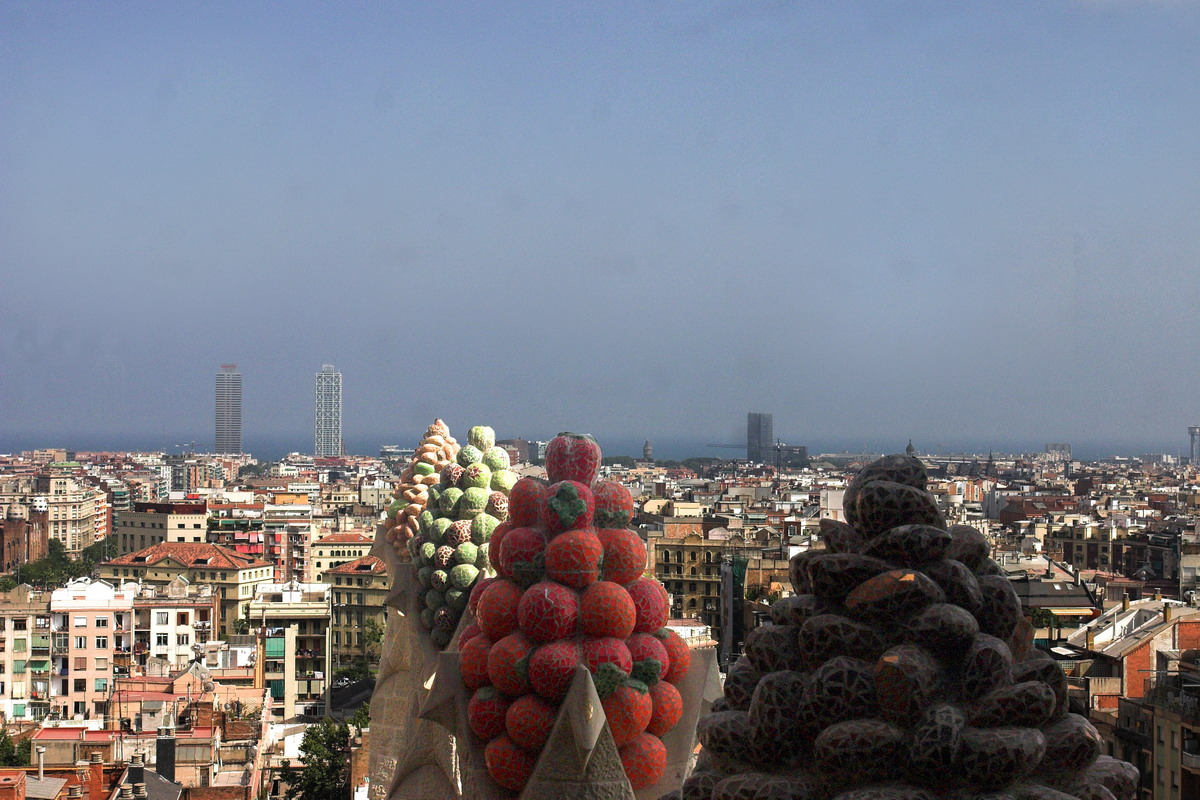
Quartier de la Sagrada Família

Le quartier est à l'origine une zone plutôt agricole, située en dehors du centre urbain de Barcelone (aujourd'hui :  Ciutat Vella). 
Au XXe siècle, dans la période se situant avant la Guerre d'Espagne (1936-1939), le centre du quartier, plus urbanisé, est connu comme le poblet (le petit village).  

## Industrie
Avant la guerre, plusieurs usines s'installent dans le quartier : 
- L'usine General Motors de Barcelone, fondée en 1933 sous la République[1];
- L'usine textile SAFA
- La brasserie Damm, qui conserve le bâtiment historique, siège de l'entreprise[2].

## Architecture et tourisme
- La célèbre basilique de la Sagrada Família d'Antoni Gaudi;
- Gaudí Shopping, ancienne usine de la compagnie américaine General Motors, aujourd'hui centre commercial[3] accueillant le marché (en catalan : mercat) de la Sagrada Família[4];
- La place Pablo-Neruda.

## Culture
Le quartier accueille deux colles castelleres : 
- Les Castellers de Barcelona, première colla castellara fondée à Barcelone, qui prend le nom de la ville (chemises rouges);

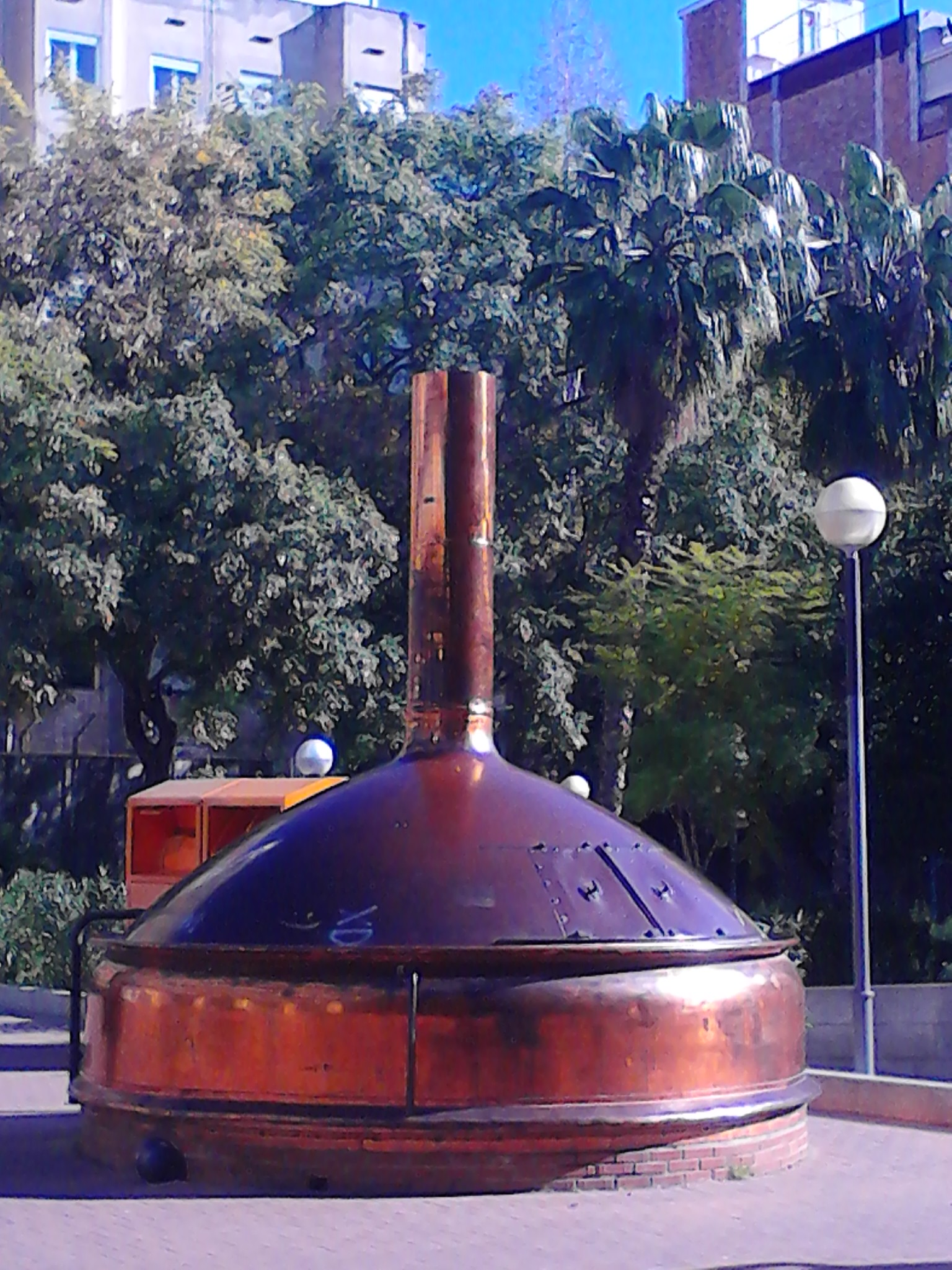
L'alambic Damm, hommage à la brasserie du même nom, dans le jardin Montserrat Roig.

- Les Castellers de la Sagrada Família, colla castellara fondée en 2002 (chemises vertes).

## Personnalités liées au quartier
- Antoni Gaudí (1852-1926), architecte, principal représentant du modernisme catalan;
- Montserrat Roig (1946-1991), écrivaine et journaliste. Un jardin porte son nom dans le quartier[5].
- Victoria Luengo (1990), actrice, a passé son enfance et son adolescence dans le quartier[6].

## Liens
- Site officiel
- Notices d'autorité :   - VIAF